# Иркутский 16-й гусарский полк
16-й гусарский Иркутский Его Императорского Высочества Великого Князя Николая Николаевича полк

## Места дислокации
В 1820 году — Спасск Рязанской губернии. Полк входил в состав 2-й гусарской дивизии.

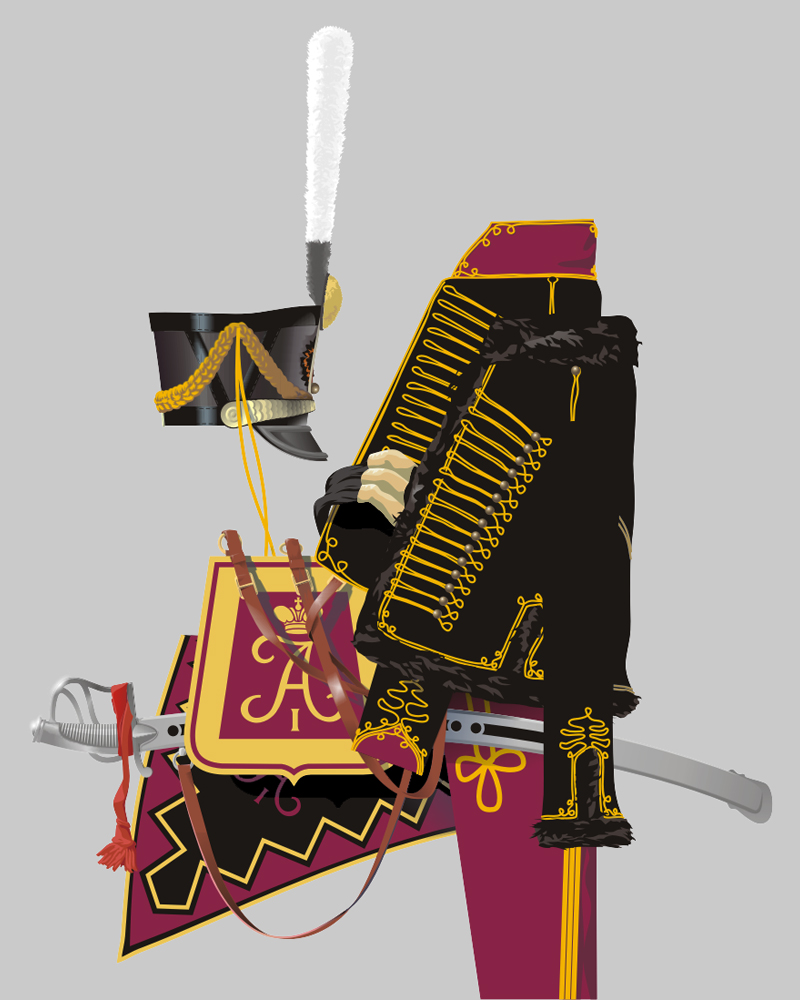
Полная униформа рядового Иркутского гусарского полка образца 1812 года: доломан, ментик, шарф, чакчиры, кивер, вальтрап, ташка и сабля.

## Формирование
- 11 сентября 1784 — началось формирование 10-эскадронного Иркутского драгунского полка из половины Сибирского драгунского полка и рекрут для охраны границы с Китаем в составе Сибирского корпуса. Командиром полка был назначен полковник Астраханского драгунского полка Василий Байков, а помощником командира — подполковник Нижегородского драгунского полка Нелидов, однако офицеры к месту службы так и не прибыли. Формирование полка было поручено капитану Сибирского полка Антону фон Гилинсбергу. Местом дислокации полка был назначен г. Усть-Каменогорск. Полк нёс гарнизонную службу на Иртышской укрепленной линии.
- 29 ноября 1796 года часть драгун полка была выведена из его состава и включена в состав вновь формируемого Томского генерал-майора Д. Н. Юргенца мушкетёрского полка.
- 30 сентября 1798 — Драгунский генерал-майора Сакена 2-го полк.
- 3 апреля 1800 — включен в состав Сибирского драгунского полка.
- 30 марта 1801 — выделен из состава Сибирского драгунского полка, наименован Иркутским драгунским.
- Сентябрь 1808 — полк был снят с Иртышской линии и к сентябрю 1809 года прибыл на в г. Острог Волынской губернии.
- 1812 — участвовал в Отечественной войне. В Бородинском сражении вместе с Сибирским драгунским полком врубился в ряды французской тяжелой кавалерии, атаковавшей батарею Раевского, и в жестоком сабельном бою обратил её в бегство, понёс в этой битве значительные потери.[2]
- 17 декабря 1812 — слит с недоукомплектованным Московским гусарским полком графа Салтыкова и назван Иркутским гусарским, принял участие в заграничных походах русской армии 1813—1814 годов.
- 21 марта 1833 — расформирован, эскадроны присоединены к Александрийскому и Ингерманландскому гусарским полкам.
- 12 сентября 1895 — вновь сформирован в Минской губернии как 50-й драгунский Иркутский.
- 6 декабря 1907 — 16-й гусарский Иркутский.
- 30 июля 1912 — 16-й гусарский Иркутский Е. И. В. Великого Князя Николая Николаевича полк.

## Форма

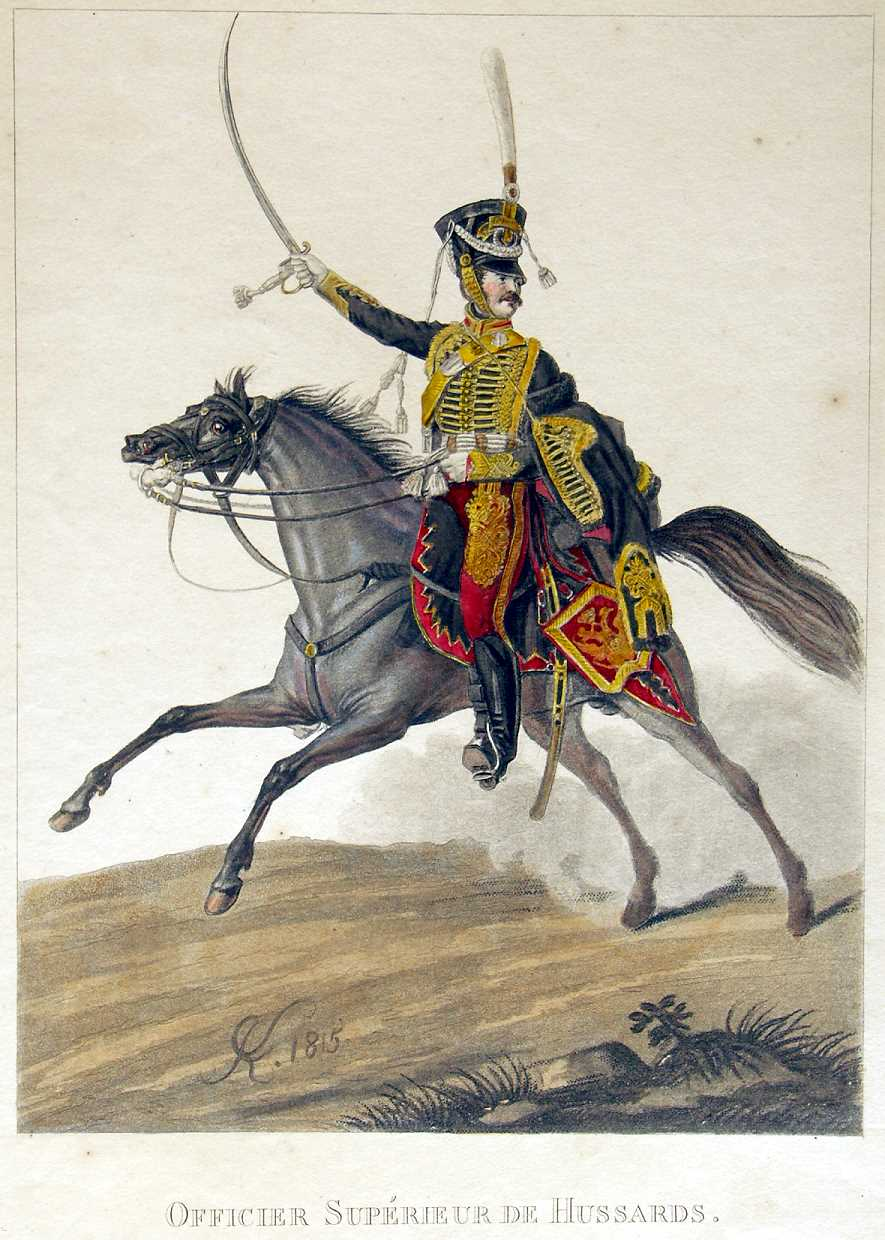
Старший офицер Иркутского полка, 1812

Доломан чёрный, ментик чёрный, воротник и обшлага доломана малиновые. Мех ментика офицеров — серый мерлушковый, унтер-офицеров и солдат — чёрный. Пояс-кушак чёрный. Чакчиры малиновые. Ташка чёрная с жёлтой отделкой. Вальтрап чёрный с малиновой отделкой. Приборный металл — золото. На офицерских ментиках и доломанах не было галунной обшивки груди вокруг рядов шнуров. Пуговицы на доломане и ментике шли сверху вниз не в три, а в пять рядов.

## Форма 1914 года
Общегусарская. Доломан, тулья, клапан пальто, шинели — тёмно-зелёный; шлык, околыш, погоны, варварки, выпушка — малиновый; металлический прибор — золотой.

### Флюгер
Цвета: верх — малиновый, полоса — жёлтый, низ — тёмно-зелёный.

## Знаки отличия
7 серебряных труб за отличие при Кулевче 30 мая 1829 г. (пожалованы бывшему Иркутскому гусарскому полку).

## Шефы
- 03.12.1796 — 01.02.1797 — генерал-майор Кормилицын, Николай Николаевич
- 01.02.1797 — 18.03.1798 — бригадир (с 20.04.1797 генерал-майор) Шрейдер, Григорий Григорьевич
- 18.03.1798 — 09.05.1798 — генерал-майор Борщов, Петр Афанасьевич
- 09.05.1798 — 30.09.1798 — генерал-майор Бакунин Михаил Михайлович
- 30.09.1798 — 03.04.1800 — генерал-майор Сакен, Христофор Христофорович
- 30.03.1801 — 27.11.1802 — генерал-майор Скалон, Антон Антонович
- 30.11.1802 — 01.01.1806 — генерал-майор Сухарев, Фёдор Дмитриевич
- 26.04.1806 — 05.08.1812[3] — генерал-майор Скалон, Антон Антонович

## Командиры
Командующий в дореволюционной терминологии означал временно исполняющего обязанности начальника или командира.
- 01.01.1787 — 10.09.1788 — полковник Байков, Василий[4]
  - 01.01.1787 — хх.08.1787 — командующий капитан фон Гилинсберг, Антон
  - хх.08.1787 — хх.07.1790 — командующий премьер-майор Сакен, Христофор Христофорович
- 21.04.1789 — 03.12.1796 — полковник (с 01.01.1795 бригадир) Аршеневский, Николай Фёдорович[5]
- 03.12.1796 — 21.09.1797 — полковник Волчков, Пётр
- 22.04.1798 — 17.09.1798 — полковник Сакен, Христофор Христофорович
- 07.12.1798 — 22.04.1799 — майор (с 18.03.1799 подполковник) Воейков, Фёдор Андреевич
- 02.08.1799 — 03.04.1800 — майор Нагашев, Кирилл Алексеевич
- 17.07.1801 — 13.10.1804 — подполковник Головачёв, Степан Егорович
- 13.10.1804 — 10.11.1806 — майор Гедеонов, Николай Александрович
- 25.01.1807 — 01.06.1815 — майор (с 12.12.1808 подполковник) Южаков, Антон Лукич
- 01.06.1815 — 02.11.1819 — полковник Ивашенцов, Феодосий Петрович
- 02.11.1819 — 30.04.1826 — полковник (с 18.04.1826 генерал-майор) Ланской, Михаил Павлович
- 30.04.1826 — 21.09.1831 — подполковник (с 27.05.1827 полковник, с 24.08.1831 генерал-майор) Тутчек, Иван Иванович
- 21.09.1831 — 25.03.1833 — полковник Таршевский, Афанасий Павлович
- 15.09.1895 — 25.03.1904 — полковник Мезенцов, Михаил Иванович
- 15.05.1904 — 01.07.1906 — полковник Кузьмин-Короваев, Аглай Дмитриевич
- 10.07.1906 — 10.03.1907 — полковник Ухин, Владимир Алексеевич
- 05.04.1907 — 15.04.1908 — полковник Новицкий, Николай Николаевич
- 15.05.1908 — 11.11.1911 — полковник Прокопович, Иосиф Викентьевич
- 11.11.1911 — 14.11.1912 — полковник граф Нирод, Фёдор Максимилианович
- 17.01.1913 — 30.08.1914 — полковник барон Врангель, Николай Александрович
  - 22.08.1914 — 27.09.1914 — командующий полковник Григорьев, Георгий Александрович
- 27.09.1914 — 23.12.1916 —  полковник Григорьев, Георгий Александрович
- 23.12.1916 — 14.05.1917 — полковник Навроцкий, Лев Михайлович
- 19.05.1917 — после 23.11.1917 — полковник (с 23.11.1917 генерал-майор) Резников, Дмитрий Павлович

## Известные люди, служившие в полку
- Бискупский, Василий Викторович — генерал от кавалерии
- Грибоедов, Александр Сергеевич — поэт и драматург
- Князев, Всеволод Гаврилович — поэт
- Толстой, Николай Ильич — отец писателя Льва Толстого